# Spuhlja
Spuhlja je naselje v Mestni občini Ptuj.
Spuhlja so manjše lokalno urbanizirano naselje na Ptujskem polju.